# Csolti nyelv
A csolti nyelv (magyar fonetikus átírás – spanyol átírással choltí, sztenderdizált nemzetközi átírással ch'olti' nyelv) a maja nyelvcsaládba tartozó, már kihalt nyelv, ami a maja civilizáció fénykora idején a maja törzsek közvetítőnyelve volt, amit maja írással rögzítettek az írnokok.
A mai Kelet-Guatemala Manche körzetében beszélték. Latin betűs írással csak egyetlen kéziratban maradt fenn, amit 1685 és 1695 között írtak és amit először Daniel Garrison Brinton tanulmányozott. A csolti nyelv a maja nyelvcsalád maja ágának nyugati csoportjához tartozik, legközelebbi rokona a ma is élő csorti (ch’orti’) nyelv.
Tanulmányozása akkor vált különösen fontossá, amikor kiderült, hogy a maja írás a csolti nyelv klasszikus változatán alapul. Ez valószínűleg magas presztízsű közvetítő nyelv, egyfajta lingua franca volt a maja kultúra klasszikus időszakában.